# Фрасін (Гинчештський район)
Фрасін (рум. Frasin) — село у Гинчештському районі Молдови. Входить до складу комуни, адміністративним центром якої є село Івановка.

## Населення
За даними перепису населення 2004 року у селі проживала 51 особа.
Національний склад населення села:
| Національність | Кількість осіб | Відсоток |
| -------------- | -------------- | -------- |
| українці       | 38             | 74,5%    |
| молдавани      | 13             | 25,5%    |
| Всього         | 51             | 100%     |